# Reino de Chim
Chim ou Chin (em chinês: 秦; romaniz.: Qin (pinyin) ou Ch'in (Wade-Giles)) foi um Estado chinês surgido em 777 a.C., pouco anterior ao Período das Primaveras e Outonos (771–476 a.C.), e que existiu até fins do Período dos Estados Combatentes (476–221 a.C.).  Gradualmente se expandiu às custas dos reinos vizinhos e em 221 a.C., com suas últimas conquistas, foi elevado à posição de império e tornar-se-ia o primeiro Estado unificado da China.